# Anthomyza microptera
Anthomyza microptera är en tvåvingeart som först beskrevs av Speiser 1903.  Anthomyza microptera ingår i släktet Anthomyza och familjen sumpflugor. Inga underarter finns listade i Catalogue of Life.